# (19190) Morihiroshi
(19190) Morihiroshi ist ein Asteroid des Hauptgürtels, der am 20. Januar 1992 von den japanischen Astronomen Tsutomu Hioki und Shūji Hayakawa an der Sternwarte in Okutama (IAU-Code 877) bei Tokio entdeckt wurde.
Der Asteroid wurde nach dem japanischen Astronomen Hiroshi Mori (* 1958) benannt.